# República de Pskov
República de Pskov (russo: Псковская республика) (ou também República de Pskov Veche, República Feudal de Pskov, Principado de Pskov, oficialmente - Estado de Pskov, Terra de Pskov) foi uma formação estatal medieval no território da Rússia com a capital na cidade de Pskov. Desde o início do século XI até 1136 foi governado pelos Vice-Reis de Kiev, então fazia parte da República de Novgorod, gozando de ampla autonomia. Desde 1348 foi completamente independente. Em 1510 tornou-se parte do Estado Russo centralizado.